# فروست بانك
فروست بانك (بالإنجليزية: Frostpunk)‏ هي لعبة فيديو للبقاء على قيد الحياة وبناء المدن، طُورت ونُشرت بواسطة استوديوهات 11 بت. يلعب اللاعبون دور القائد في تاريخ بديل في أواخر القرن التاسع عشر، حيث يتعين عليهم بناء مدينة والحفاظ عليها خلال فصل الشتاء البركاني في جميع أنحاء العالم، وإدارة الموارد، واتخاذ الخيارات بشأن كيفية البقاء على قيد الحياة، واستكشاف المنطقة خارج مدينتهم من أجل الناجين أو الموارد أو العناصر المفيدة الأخرى. تتميز اللعبة بالعديد من السيناريوهات التي يجب القيام بها، ولكل منها قصصه الخاصة وتحدياته المختلفة.
صدرت اللعبة مبدئيًا لنظام التشغيل مايكروسوفت ويندوز في أبريل 2018، ولكن وُفرت لاحقًا لأجهزة بلاي ستيشن 4 وإكس بوكس ون في أكتوبر 2019، وماك أو إس في فبراير 2021. تلقت اللعبة مراجعات إيجابية بشكل عام عند إصدارها وبيعت أكثر من 3 ملايين نسخة في غضون ثلاث سنوات من إصدارها. عقدت استوديوهات 11 بت شراكة مع نت إيز لتقديم إصدار الهاتف من اللعبة في عام 2021.
أُعلن عن الجزء الثاني من اللعبة في 12 أغسطس 2021.